# Famille Van Assel
 (septembre 2024).
La famille Van Assel  (ou Van Axel, Vanaxel) est une famille patricienne de Venise. Cette famille commerçante flamande, noble depuis le XIIe siècle est originaire de Malines. 

## Historique
Justius Adolfus Van Assel établit vers la fin du XVe siècle son négoce à Venise. 
Sa postérité obtint en 1665 le rang des nobles par le sacrifice volontaire d'une partie de ses biens au bénéfice public de l'État.
Après la chute de la République, la branche des Van Axel Castelli reçut ses titres de noblesse de l'empire autrichien par R.S. du 1er décembre 1817, et fut ensuite investi du titre comtal, le 4 mars 1820.

## Armes
Les armes des Van Assel sont écartelées, au premier et dernier d'argent avec une barre de gueules, au second et troisième de France, au quartier franc chargé, d'une Aigle d'argent, et en cœur d'or à un chevron d'azur.

## Demeures

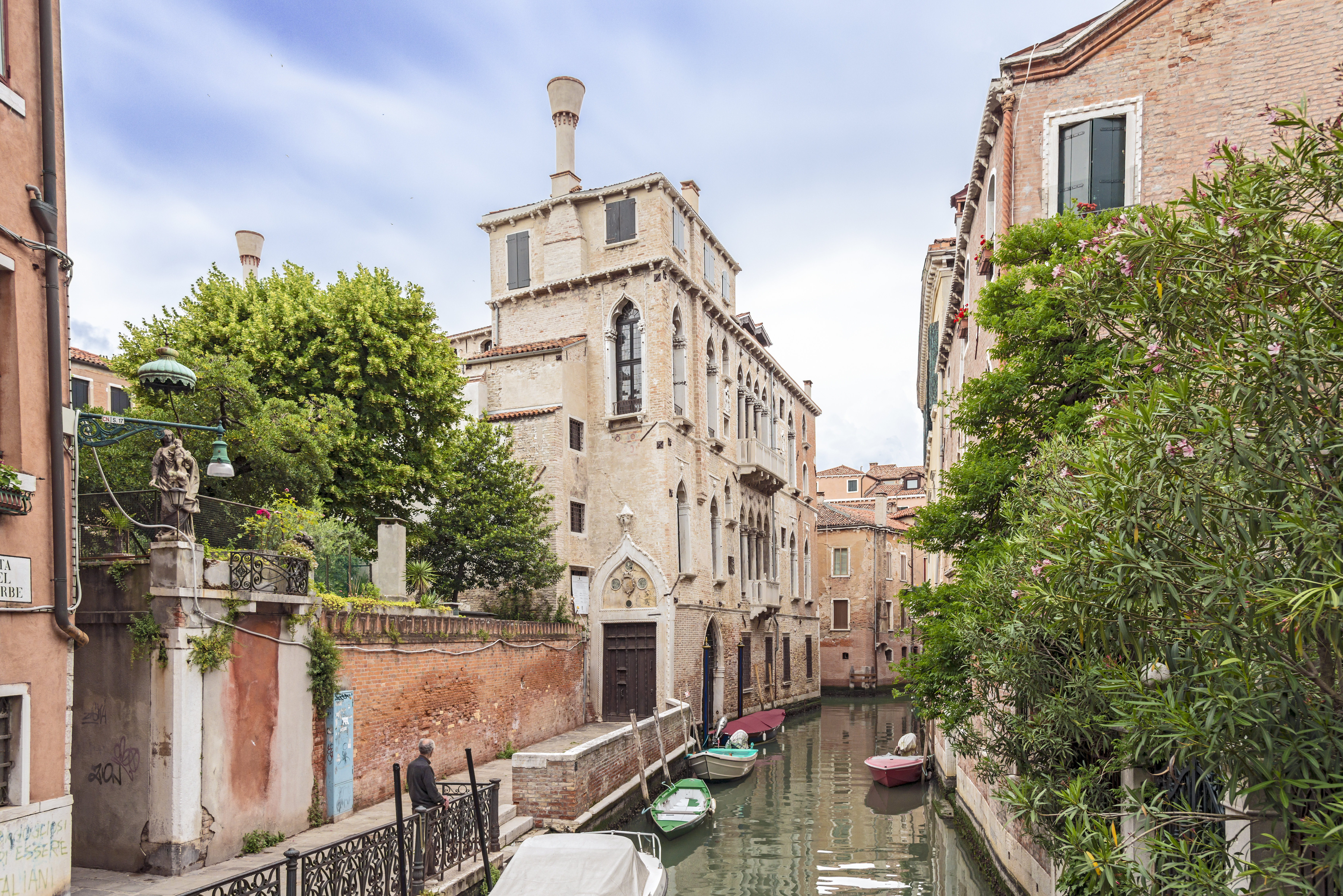
Palais Soranzo Van Axel

- Palais Soranzo Van Axel (it)